# Piñas (canton)
Piñas est un canton de la province d'El Oro dans le sud ouest de l'Équateur. 

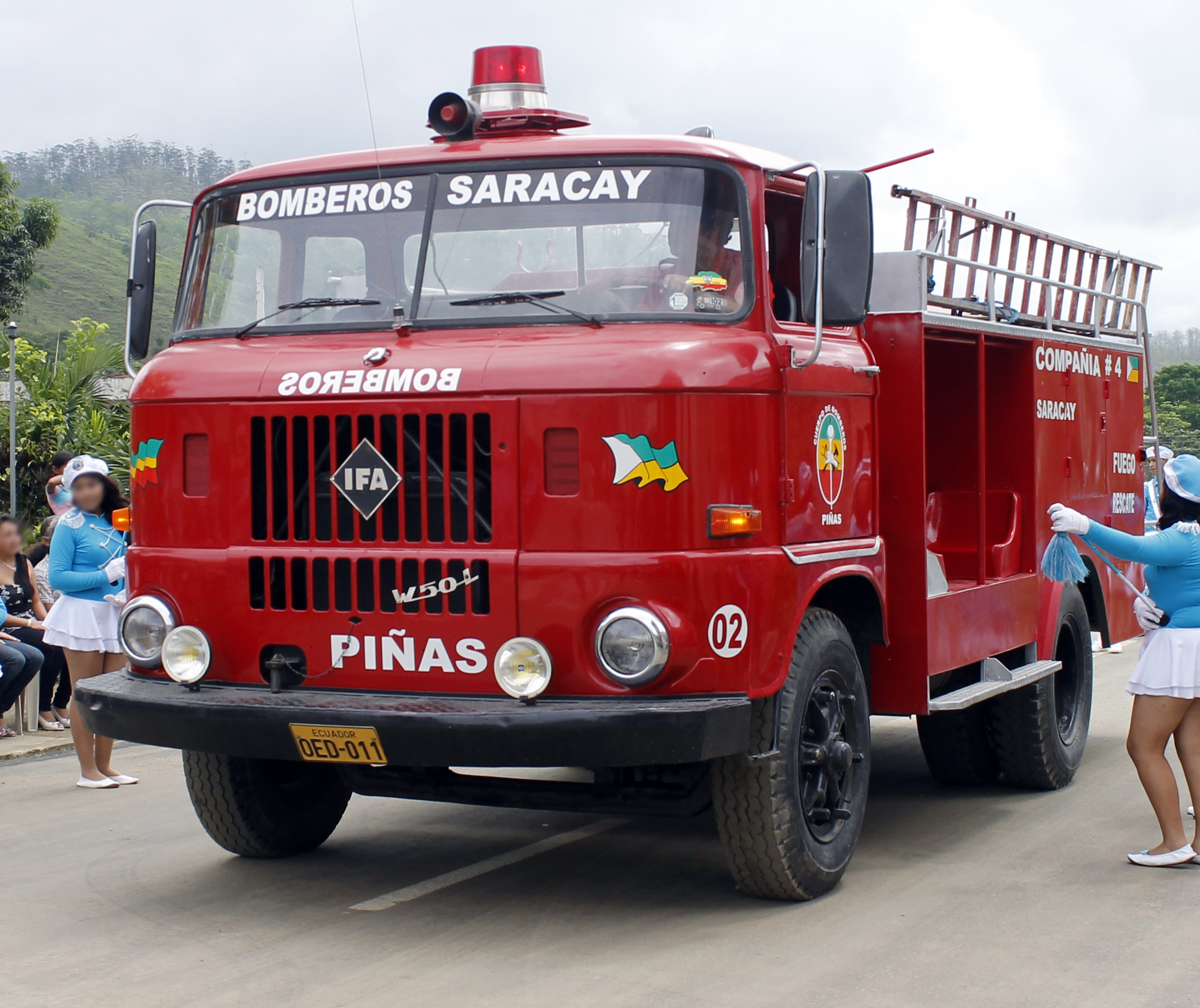
IFA W 50 camion de pompiers du service d'incendie de Saracay

## Subdivision
L'Équateur est divisé en 24 provinces (provincias), elles-mêmes subdivisées en cantons (cantones) et paroisses (parroquias).

## Géographie
Il a une superficie de 616 km² pour une population de 25 988 habitants en 2010.
La ville de Piñas est la localité principale et le chef-lieu du canton.